# Oospila zamaradaria
Oospila zamaradaria är en fjärilsart som beskrevs av Fletcher 1952. Oospila zamaradaria ingår i släktet Oospila och familjen mätare. Inga underarter finns listade i Catalogue of Life.